# ال.بی. هنا
ال. بی. هنا (انگلیسی: Louis Benjamin Hanna؛ ۹ اوت ۱۸۶۱ – ۲۳ آوریل ۱۹۴۸) یک سیاست‌مدار، و کارمند بانک اهل ایالات متحده آمریکا بود. هنا بین سال‌های ۱۹۱۳ تا ۱۹۱۷ به عنوان یازدهمین فرماندار ایالت داکوتای شمالی خدمت نمود